# Букесфельд (крестьянская усадьба)
«Букесфельд» (нем. Freihof Buckesfeld) — крестьянский двор свободный от податей, расположенный в городе Люденшайд и который упоминался в документах начиная с 1554 года: первоначально как «Буксфельд» (нем. Buxfeld).

## История
Исследователи обнаружили первые упоминания о крестьянском дворе свободном от податей с названием «Буксфельд» в документах города Люденшайд, изданных в 1554 году; однако они предлагали, что само поместье должно быть намного старше этой даты. В 1907 году вдова владельца усадьбы Иоганна Дидриха Рамеда (нем. Johann Diedrich Rahmede) продала имение администрации города Люденшайд. В середине 1960-х годов большая часть построек, находившихся на территории поместья, была разрушена: исключением стал так называемый «коттен» (нем. Kotten или нем. Kate, простое по убранству жилище или одно- или двухэтажная мастерская, расположенная как в деревенской общине, так и вне ее), ставший теперь памятником архитектуры. На основной же территории поместья была построена школа Ричард-Ширманн-Реалшуле (нем. Richard-Schirrmann-Realschule).
Единственный уцелевший дом поместья был полностью отремонтирован в период с 2010 по 2012 год и несколько перестроен — его историческая соломенная крыша была заменена черепицей, также были расширены окна, ставшие после ремонта пластиковыми. Изменению подверглась и окружающая территория: среди прочего, были срублены старые деревья, окружавшие дом. Краеведы города Люденшайд полагали, что первоначальный облик здания был утрачен, несмотря на существующую к тому моменту защиту памятника. Изменение исторического здания привело к протестам местного населения; по словам же новых владельцев, сохранение старой крыши было экономически нецелесообразным.